# Aylostera kupperiana
Aylostera kupperiana es una especie de planta suculenta perteneciente al género Aylostera, dentro de la familia Cactaceae. Es endémica de Bolivia y anteriormente se le conocía como Rebutia kupperiana.

## Descripción
Aylostera kupperiana es una especie de cactus pequeño que crece formando colonias extensas de hasta 15 (o más) cm de diámetro. Tiene tallos o cuerpos redondeados, de 3 o más cm de diámetro, de color verde oscuro con tono bronce, pudiendo alcanzar los 10 cm de altura.
Presenta unas 15 costillas divididas en tubérculos. Las areolas son casi redondas y de color amarillento, con dos tipos de espinas:
- De 1 a 4 espinas centrales, rectas, dirigidas hacia arriba, más gruesas y más grandes que las radiales, de color marrón oscuro en toda su longitud, de hasta 12 mm (o más) de largo.
- De 10 a 15 espinas radiales de diferente longitud, pudiendo llegar hasta 5 mm, de color blanco con el ápice marrón y en forma de aguja.Cultivo en maceta

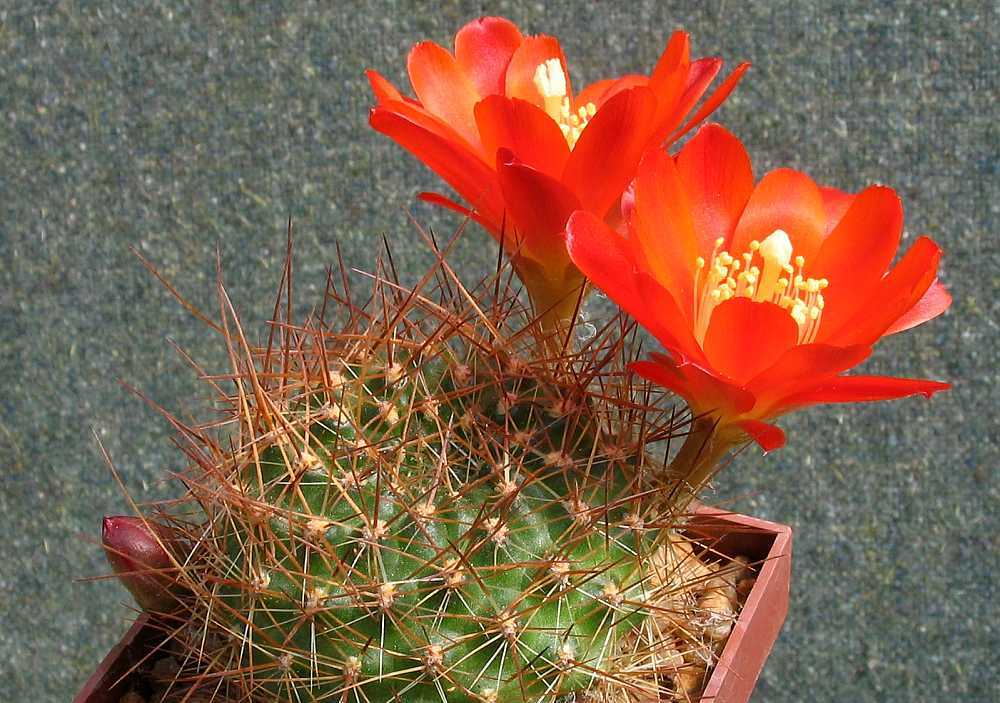
Cultivo en maceta

Las flores son de color rojo escarlata intenso a rojo anaranjado y aparecen en la mitad inferior del cuerpo. Miden unos 4 cm de largo y 3,5 cm de diámetro.

## Distribución y hábitat
El área de distribución nativa de esta especie es Bolivia (concretamente en el departamento de Tarija) y crece principalmente en biomas desérticos o de matorrales secos, de unos 1000 a 2700 metros sobre el nivel del mar.

## Taxonomía
La primera descripción de esta especie fue como Rebutia kupperiana, publicada en 1932 por el botánico alemán Friedrich Boedeker en la revista científica Monatsschrift der Deutschen Kakteen-Gesellschaft 4: 276.
Más tarde, el botánico alemán Curt Backeberg trasladó la especie al género Aylostera, por lo que pasó a llamarse Aylostera kupperiana. Registró estos cambios en el libro Kaktus-ABC: 275, publicado en 1936.
Etimología
- Aylostera: nombre genérico formado a partir de las palabras griegas aulos, transliterado irregularmente como aylos, (que significa 'tubo') y stereos (que significa 'sólido'), en alusión al tubo floral sólido que poseen.[4]
- kupperiana: epíteto específico otorgado en honor al recolector de plantas y botánico Walter Kupper (1874-1953). [5]

## Usos
Se cultiva principalmente como planta ornamental y su propagación se realiza normalmente a través de hijuelos o semillas.